# Wajak (plaats)
Wajak is een bestuurslaag in het regentschap Malang van de provincie Oost-Java, Indonesië. Wajak telt 13.933 inwoners (volkstelling 2010).